# Capitán Bermúdez
Capitán Bermúdez (extopónimos: Juan Ortiz y Villa los Paraísos) es una ciudad del departamento San Lorenzo, dentro del Gran Rosario, en la provincia de Santa Fe (Argentina). Se encuentra ubicada 15 km al norte del centro de la ciudad de Rosario y en la margen oeste del río Paraná. Está a 155 km al sur de la capital provincial.

## Población
Actualmente es la 5.ª localidad más populosa del conurbano rosarino, después de Rosario.
Cuenta con 29 425 habitantes (Indec, 2010), lo que representa un incremento del 8.5 % frente a los 26 914 habitantes (Indec, 2001) del censo anterior.
| Gráfica de evolución demográfica de Capitán Bermúdez entre 1980 y 2010 |
|                                                                        |
| Fuente: Censos nacionales del INDEC                                    |

## Toponimia
El nombre homenajea al heroico capitán Justo Germán Bermúdez (1783-1813), uruguayo, originario de la villa de Montevideo, quien perdiera la vida 11 días después del combate de San Lorenzo (3 de febrero de 1813).

## Historia
Las tierras que componen el actual distrito de Capitán Bermúdez estaban pobladas por varias etnias trashumantes: hets, timbúes chanás, caracaraes. A finales de siglo XVII, un vecino de la ciudad de Santa Fe, el maestro de campo Antonio de Vera Mujica, solicitó y obtuvo por merced real las tierras desde la bajada de San Lorenzo, hasta el río y el Bajo de Salinas (hoy arroyo Ludueña), estableciendo la Estancia de la Bajada de los Espinillos de Mendieta. 
En 1719 tras unos veinte años de haber obtenido sus títulos de propiedad, Vera Mujica vende su estancia a los jesuitas de Santa Fe, para la cría de vacunos, mulares y caballares. En los años siguientes fue un establecimiento jesuita muy productivo.

### Cronología
- 1767: el rey español Carlos III expulsa a los jesuitas de la Compañía de Jesús de las tierras del reino de España e Indias. Los jesuitas abandonaron las tierras, conventos y estancias, pasando la administración de las mismas a la Junta de Temporalidades de Santa Fe, a cargo del teniente gobernador Joaquín Maciel.[1]
- 1775: la Junta de Temporalidades de Santa Fe ―tras inventariar y tasar las propiedades― las subasta.[1] José Basualdo adquiere estas tierras (actual distrito de Capitán Bermúdez).[1] Sobre esos terrenos ―20 km al norte de la capilla del Rosario (actual catedral de Rosario) y 25 km al sur del arroyo San Lorenzo― Basualdo levanta la Posta del Espinillo, que depende del sistema de postas de la carrera del Paraguay, sobre el camino real (carretera del rey de España) a Asunción del Paraguay. Contrata como maestre de posta a Juan Toval.
- 1787: fallece el primer maestre de posta Juan Toval. Es remplazado por Anselmo Basualdo Ramos. Tras perder la vida en forma violenta, lo sustituye su viuda, Francisca Roldán, y luego el joven Sebastián Basualdo (posiblemente su hijo).
- 1813 (2 y 3 de febrero): Sebastián Basualdo ―que lleva 26 años como maestre de posta― colabora con Celedonio Escalada y con el coronel José de San Martín ―comandante del Regimiento de Granaderos a Caballo―, dándoles caballada necesaria en la tarde-noche del 2 de febrero de 1813. A la madrugada del 3 de febrero, el regimiento del coronel San Martín parten de la Posta del Espinillo, y vencen a la infantería de marina española frente al Convento de San Carlos Borromeo.
- 1820: la posta es desarticulada.
- 1862: el gobernador de Santa Fe Nicasio Oroño traza un nuevo camino entre los poblados de San Lorenzo y Rosario. La traza, impulsó a Juan de Dios Silva, dueño de tierras al norte de la antigua posta del Espinillo, a levantar una posta de refresco para los caballos en tránsito del nuevo camino: la Posta de Silva, que se levantaba en terrenos ubicados en la actual calle Remedios Escalada, a metros de la avenida San Lorenzo. Pronto se transformó en parada obligada para quienes circulaban entre San Lorenzo y Rosario. El amplio tráfico que por el nuevo camino circulaba impulsó al ferrocarril Fives-Lille (luego Compañía Francesa de Ferrocarriles) ―encargado del trazado de líneas férreas entre Rosario y Santa Fe― a solicitar autorización para extender las vías en forma paralela al nuevo camino construido
- 1886: Juan Ortiz construye una estación de ferrocarril, muy cercana a la posta de Silva y que pronto se transformó en germen de Capitán Bermúdez. El desarrollo del ferrocarril eliminó el servicio de postas y mensajerías. La posta de Silva perdió su importancia como parada obligada en el camino.
- 1896: se crea la escuela n.º 223; a la cual se denomina Pablo Riccheri, en homenaje al entonces ministro de Guerra de la Nación.
- 1901: Jaime Vaca compra la estación, e instala allí la primera estafeta postal junto a un bar y almacén.
- 1901: Juan Ortiz lotea los terrenos con el nombre de Los Paraísos. Pero más tarde la estación y la colonia de quintas que la rodeaba se conocieron como Estación Ortiz.
- 1909: la estación y las quintas que la rodean reciben el nombre de Colonia Ortiz. Más tarde será conocido como Pueblo Juan Ortiz.
- 1928 (26 de marzo): por decreto n.º 53 del Gobierno provincial se crea la Comisión de Fomento, se fijan los límites del nuevo distrito y se designa a Ángel Balan, Francisco Gervaso, José Arzeno, Desiderio Pozzi y Domingo Dellepiane como miembros de la comisión; Pte. Ángel Balan, quien cede su casona (ubicada en la actual avenida San Lorenzo, casi Presidente Perón), para que allí funcione la comuna.
- 1929: un grupo de comerciantes rosarinos crean la empresa Celulosa Argentina S. A. Fue un gran suceso que marcó el crecimiento poblacional y el cauce social y económico del Pueblo Juan Ortiz.
- 1930: la Celulosa comienza a producir pasta papel con paja de trigo y después con especies arbóreas.
- 1936: se realizan las primeras fiestas patronales realizadas en honor a san Roque de Montepellier.
- 1937: se instala Electroclor, industria química destinada a producir derivados del cloro
- 1938: la congregación religiosa de los Misioneros de los Sagrados Corazones queda a cargo del oratorio de San Roque, en una nueva urbanización fomentada por Roque Cassini. Este fue el germen de la parroquia San Roque, a la que luego se le sumó la parroquia de Santa Catalina y la de San José Obrero. La parroquia San Roque tuvo como primer párroco al sacerdote Pascual Pirozzi (1886-1950).
- 1939: el Arzobispado de Rosario abre el Seminario Arquidiocesano San Carlos Borromeo para formar sacerdotes diocesanos.
- 1943 la Comisión de Fomento se muda a la actual sede municipal, ubicada en la actual calle Presidente Perón 186.
- 1947, por solicitud del ingeniero Silvio Gagliardi (director de Celulosa Argentina), llega la Congregación de las Hermanas de la Inmaculada de Génova, quienes gestionaron y desarrollaron la educación católica, primaria inicialmente y luego de nivel medio, a las niñas de la ciudad y alrededores, conformando un instituto modelo de enseñanza al que concurren cientos de alumnos desde los grados iniciales hasta polimodal.
- 1950: en el marco de los actos conmemorativos del centenario del fallecimiento del general José de San Martín, el pueblo Juan Ortiz cambia su nombre por Capitán Bermúdez, en honor al segundo jefe del Regimiento de Granaderos a Caballo en el combate de San Lorenzo, que perdiera la vida por las heridas recibidas en el campo de batalla.
- 1950: Porcelanas Verbano comienza su producción de porcelana dura continental.
- 1956: el Dr. Reynaldo Barrionuevo crea un dispensario público, del cual fue su primer director. Este será el origen del hospital de la comunidad que actualmente lleva su nombre.
- 1958: en la empresa Celulosa Argentina trabajan 3000 habitantes de la ciudad.
- 1961 (20 de agosto): se crea la Cooperativa Telefónica de Capitán Bermúdez por la necesidad de tener un servicio telefónico en las ciudades de Granadero Baigorria, Capitán Bermúdez y Fray Luis Beltrán, donde solo había unas pocas líneas y la mayoría de los pobladores debía ir a la portería de Celulosa para poder entrar en contacto telefónico con otras ciudades de la provincia y el país. Los inicios no fueron fáciles y fueron personas reconocidas de la ciudad de Capitán Bermúdez y alrededores, como el Dr. León Kremenetzky y Monseñor López, las que tuvieron que poner manos a la obra y, en muchos casos, dinero para adquirir el equipamiento a la empresa Standard Electric.
- 1961: se crea el colegio Cayetano Errico.
- 1971 (13 de marzo): el crecimiento demográfico, la importancia productiva para la economía del cordón industrial y provincial, la estructura social y política, llevaron al gobierno provincial a elevar a Capitán Bermúdez al rango de ciudad.
- 1980 (4 de marzo): se crea la fábrica de aberturas de aluminio más grande de la región: Cabello e Hijos.
- 1988: la construcción más antigua de Capitán Bermúdez es demolida en gran parte y modificado el resto.
- 2000: a 50 años de la creación de la empresa Porcelanas Verbano, se realiza la primera Fiesta Regional de la Porcelana..
- 2010: se realiza un concurso en toda la ciudad para crear la bandera del pueblo, resulta ganador el niño Leonel Sempi, quien la creó con su familia.

## Industria

### Porcelana
En 1953, la empresa Porcelanas Verbano comenzó su producción de porcelana dura continental. Esto da lugar a mucha migración interna, trayendo a muchos habitantes de diversos pueblos del interior de la provincia de Santa Fe, y también externa, ya que fueron numerosos los obreros italianos que ―invitados por los directivos de Celulosa Argentina― dejaron su país natal para radicarse y trabajar en una comunidad que crecía. La fábrica ofrece un producto industrial con calidad artística como son las vajillas e implementos de porcelana. Actualmente la fábrica se denomina Faiart.

#### Fiesta de la Porcelana
Esta fiesta se celebró por primera vez en el año 2000 y todavía se festeja, la celebración es entre los días finales del mes de octubre de cada año. Es una fiesta regional, pero hace unos años hasta llegó a ser nombrada Fiesta Provincial de Porcelana.

### Pastera Celulosa Argentina SA
Montes de eucaliptos detrás de un alambrado señala a la empresa Celulosa Argentina. Desde 2000 pertenece a la empresa uruguaya Fanapel. En junio de 2007 pasó a formar parte del grupo Tapebicuá. En noviembre de 2007, Celulosa Argentina es cabeza operativa del grupo cuyas principales unidades son Fanapel (Juan Lacaze (Uruguay)), Casa Hutton (Buenos Aires), Suministros Gráficos (Santiago de Chile) y Forestadora Tapebicuá (Gobernador Ingeniero Valentín Virasoro).
Celulosa es una empresa contaminante: el conflicto son las «sustancias no intencionales» generadas de la producción de pasta de celulosa. Furanos, dioxinas, y cloro elemental. Y sobre Capitán Bermúdez caía un polvillo blanco: sulfato de sodio, que pudría chapas, rejas y la pintura de los autos.
A partir de 1999 se comenzó un proceso de franca recuperación y decididas acciones para la disminución de la contaminación.[cita requerida]
En 2005 se eliminó la emisión de sulfato de sodio[cita requerida] con el montaje de un precipitador electrostático de muy alta performance que está compuesto por barras cargadas con electricidad y por estática el sulfato de sodio se pega a estas barras donde posteriormente unos martillos golpean las barras precipitando el sulfato de sodio para su recuperación y reutilización.[cita requerida]
A pesar de todas estas iniciativas, es inevitable no relacionar las enfermedades oncológicas y afecciones respiratorias que sufre una parte considerable de la ciudad. Los índices de cáncer en la ciudad superan la media nacional y agrupaciones ecologistas se lo atribuyen a dicha empresa.[cita requerida]
La ciudad está altamente comprometida con la empresa: de sus 27 000 habitantes, 350 trabajan en la planta.
En 1958 llegaron a trabajar 3000 personas.[cita requerida]
La empresa firmó un convenio con el Gobierno de la provincia para reconvertir sus procesos y dejar de utilizar cloro.[cita requerida]
En el proceso de producción de la pasta de celulosa, se remplazó el cloro para blanquear las fibras por dióxido de cloro,[cita requerida] que es un derivado del cloro que al encontrarse sujeto al dióxido no genera componentes organoclorados;[cita requerida] además el dióxido de cloro se encuentra en estado líquido, lo que lo hace muy manejable.[cita requerida]
Con el dióxido de cloro en el proceso de producción, se elimina cloro elemental.[cita requerida]
En Argentina no hay muchas fábricas pasteras, existe esta, otra en Corrientes, por eso es que es tan importante para esta ciudad y para el gran cordón industrial, pero también para el país.

#### Siniestro del 29 de julio de 2005
Temprano en la mañana del 29 de julio de 2005 se produjo un escape de gas, causando que el olor habitual a podrido se volviera mucho más intenso. Las cinco ambulancias del pueblo estaban repartidas atendiendo a los 600 alumnos de dos escuelas que debieron ser evacuadas. Vómitos, irritación y ahogos eran los síntomas comunes. Recién tres días más tarde la empresa negó que se tratara de cloro, pero nunca dijo qué había sucedido.

### Petroquímica Bermúdez S. A.
En 1994, Petroquímica Bermúdez S. A. se integró como una sociedad anónima, teniendo como accionistas a Francisco Wipplinger del grupo FJW y Sergio Taselli del grupo IATE, con la compra de la electrólisis de cloro/soda (43 000 tn/año) y su anexo planta para producir PVC, sito en la localidad de Capitán Bermúdez pertenecientes a la empresa Electroclor. En el año 1996 se retomó la producción de cloro soda y de hipoclorito de sodio 110 g/L siendo los únicos tres productos de la fábrica. El resto de plantas de subproductos a la fecha habían sido desmantelados y vendidos como chatarra. En el año 2001, la empresa Poliservicios compra todas las acciones correspondientes a Francisco Wipplinger, quedando la sociedad integrada por Sergio Tasselli y Poliservicios.
En 1998, la ONG Greenpeace afirmó haber analizado los efluentes vertidos al río Paraná por la empresa Petroquímica Capitán Bermúdez y haber identificado la presencia de numerosos contaminantes:

## Bomberos voluntarios
En 1993 se creó el Cuerpo de Bomberos Voluntarios de Capitán Bermúdez, que tiene como objetivo dar servicio a todo el cordón industrial. Los primeros cuatro bomberos de la ciudad fueron Claudio Penna (primer jefe), Fabián García (segundo jefe), Raúl Novero y Gustavo Sánchez. El cuartel comenzó a funcionar en un sector del obrador ubicado en la calle Marino Gervaso.

## Parajes o barrios
- Barrio Argumedo
- Barrio Batallán
- Barrio Celulosa
- Barrio Centro
- Barrio Copello
- Barrio Las Quintas
- Barrio Papelero
- Barrio Posta
- Barrio Vila
- Villa Cassini
- Villa El Prado
- Villa Margarita

## Escuelas y colegios
- Escuela de Enseñanza Media n.º 325: «Escuela de la Plaza».
- Escuela «Nuestra Señora de los Milagros».
- Escuela Particular Incorporada n.º 1155 «Cayetano Errico».
- Escuela de Educación Técnica n.º 293, «Posta de San Lorenzo».
- Escuela Miguel de Cervantes Saavedra n.º 913.
- Instituto Adventista de Capitán Bermúdez n.º 3157.
- Escuela Eva Perón n.º 1307.
- Escuela Teniente General Pablo Riccheri n.º 223.
- Escuela Roque L. Cassini n.º 233.
- Escuela Dr. Juan Álvarez n.º 6381.

## Religión

### Santo patrono
El santo patrono oficial de acuerdo al santoral católico es san Roque, cuya fiesta se realiza el 16 de agosto.
También se veneran otras figuras reconocidas como san Diego de Alcalá (13 de noviembre) y san José obrero (1 de mayo), pero en la ciudad no alcanzan la importancia que tiene la figura de san Roque.

### Parroquias
| Diócesis  | Rosario   |
| --------- | --------- |
| Parroquia | San Roque |

## Transporte

### Carreteras y autopistas
| Identificador | denominación                | Tipo          | Itinerario |
| ------------- | --------------------------- | ------------- | --- |
| RN 11         |                             | Ruta nacional | Por Av San Lorenzo desde Granadero Baigorria hacia Fray Luis Beltrán, San Lorenzo, Puerto San Martín, Timbúes, Barrancas, Santa Fe, Reconquista, Resistencia, Formosa y hasta el puente internacional San Ignacio de Loyola, en la frontera con Paraguay. |
| AP 01         | Autopista Rosario- Santa Fe | Autopista     | Bordea el oeste de la localidad: hacia la capital provincial Santa Fe (145 km). |

#### Accesos principales
La Ruta Nacional 11 recorre verticalmente la localidad y otras rutas provinciales también la conectan con el resto de las localidades vecinas. Además, en diciembre de 2015 se habilitó un acceso a la Autopista Rosario - Santa Fe por la avenida Gervaso, convirtiéndose en una de las principales vías de ingreso y egreso de la ciudad.

### Ferrocarril
Al este, las vías del ramal F1 del Ferrocarril General Belgrano que conectan Santa Fe con Rosario. Hasta marzo de 1993, fue la única estación habilitada para ascenso y descenso de pasajeros de servicios de trenes generales desde Retiro hacia Santa Fe de la Vera Cruz, Resistencia y Vera. En la actualidad, este ramal posee servicios esporádicos de cargas, operado por la empresa Trenes Argentinos Cargas.
Y al oeste, las vías del Ferrocarril General Mitre, de Rosario a San Lorenzo, Puerto San Martín y Gálvez. Por estas mismas vías, circulan formaciones de carga de las empresas Nuevo Central Argentino y Trenes Argentinos Cargas y también el servicio "el tucumano" (operado por la empresa Sofse) dos veces en sentido a San Miguel de Tucumán desde Retiro y dos veces desde Retiro a San Miguel de Tucumán.

### Ubicación geográfica y datos del tiempo
- Coordenadas geográficas e imágenes NASA y Google.
- Coordenadas geográficas.
- Datos meteorológicos.